# Rivière Pierriche du Milieu
Pour les articles homonymes, voir Pierriche et Rivière du Milieu.
La rivière Pierriche du Milieu est un affluent de la rive nord-ouest de la rivière Pierriche, coulant au Québec, au Canada. Ce cours d’eau traverse le territoire non organisé de Lac-Ashuapmushuan, dans la municipalité régionale de comté (MRC) Le Domaine-du-Roy, dans la région administrative de Saguenay–Lac-Saint-Jean et le territoire de La Tuque, en Mauricie.
Ce cours d'eau fait partie du bassin versant de la rivière Saint-Maurice laquelle se déverse à Trois-Rivières sur la rive nord du fleuve Saint-Laurent.
L’activité économique du bassin versant de la rivière Pierriche du Milieu est la foresterie et les activités récréotouristiques. Le cours de la rivière coule entièrement en zones forestières. La surface de la rivière est généralement gelée de la mi-décembre à la fin mars.

## Géographie
La rivière Pierriche du Milieu prend sa source à l’embouchure d’un lac sans nom (longueur : 0,3 km ; altitude : 514 m), situé dans le territoire non organisé de Lac-Ashuapmushuan.
À partir de l’embouchure de ce lac sans nom, la rivière Pierriche du Milieu coule sur 23,5 km, selon les segments suivants :
- 3,2 km vers le sud, jusqu’à la rive nord du Grand lac de l’Île ;
- 1,3 km vers le sud, en traversant le Grand lac de l’Île (altitude : 485 m) ;
- 1,8 km vers le sud, jusqu’à un ruisseau (venant du nord) ;
- 6,0 km vers le sud, en traversant le lac Seskimaka (altitude : 411 m) sur 0,9 km, jusqu’à son embouchure ;
- 3,1 km vers le sud, jusqu’à la décharge de Les Petits Lacs (venant du sud-ouest) ;
- 7,1 km vers le sud, puis le sud-est, jusqu’au pont de la route forestière ;
- 1,0 km vers le sud-est, jusqu’à la confluence de la rivière[2].

La rivière Pierriche du Milieu se déverse dans un coude de rivière sur la rive nord-ouest de la rivière Pierriche. Cette confluence est située à :
- 30,1 km au nord-ouest de la centrale de Rapide-Blanc ;
- 20,4 km au nord du Réservoir Blanc ;
- 76,3 km au nord-ouest du centre-ville de La Tuque.

## Toponymie
Le toponyme rivière Pierriche du Milieu a été officialisé le 5 décembre 1968 à la Commission de toponymie du Québec.